# Novembre 1834

## Événements
- 2 novembre : Honoré de Balzac lance sa Lettre aux écrivains du XIXe siècle.

- 8 novembre : fondation de l'Université catholique de Malines, devenue en 1835 Université catholique de Louvain.

- 10 novembre, France : ministère Maret, sous la présidence de Maret, duc de Bassano, surnommé « le ministère des trois jours ».

- 13 novembre, France : démission des ministres devant les quolibets qui ont accueilli la formation du ministère.

- 14 novembre, Royaume-Uni : le roi révoque le gouvernement whig de Lord Melbourne.

- 18 novembre, France : ministère Mortier. Nouveau gouvernement présidé par le maréchal Mortier, duc de Trévise (pratiquement semblable au ministère Gérard), après deux courts gouvernements.

- 20 novembre : création de l'Université libre de Bruxelles par Pierre-Théodore Verhaegen

- 27 novembre : Eugène Scribe est élu à l'Académie française.

## Naissances
- 11 novembre : Leon Vaillant (mort en 1914), zoologiste français.
- 26 novembre : Serafino Vannutelli, cardinal italien († 19 août 1915).

## Décès
- 23 novembre : Julie Philipault, peintre française (° 9 mai 1780)